# Bacacay
Bacacay è una municipalità di seconda classe delle Filippine, situata nella Provincia di Albay, nella Regione del Bicol.
Bacacay è formata da 56 baranggay:
- Baclayon
- Banao
- Barangay 1 (Pob.)
- Barangay 2 (Pob.)
- Barangay 3 (Pob.)
- Barangay 4 (Pob.)
- Barangay 5 (Pob.)
- Barangay 6 (Pob.)
- Barangay 7 (Pob.)
- Barangay 8 (Pob.)
- Barangay 9 (Pob.)
- Barangay 10 (Pob.)
- Barangay 11 (Pob.)
- Barangay 12 (Pob.)
- Barangay 13 (Pob.)
- Barangay 14 (Pob.)
- Bariw
- Basud
- Bayandong
- Bonga (Upper)
- Buang
- Busdac (San Jose)
- Cabasan
- Cagbulacao
- Cagraray
- Cajogutan
- Cawayan
- Damacan
- Gubat Ilawod
- Gubat Iraya
- Hindi
- Igang
- Langaton
- Manaet
- Mapulang Daga
- Mataas
- Misibis
- Nahapunan
- Namanday
- Namantao
- Napao
- Panarayon
- Pigcobohan
- Pili Ilawod
- Pili Iraya
- Pongco (Lower Bonga)
- San Pablo
- San Pedro
- Sogod
- Sula
- Tambilagao (Tambognon)
- Tambongon (Tambilagao)
- Tanagan
- Uson
- Vinisitahan-Basud (Mainland)
- Vinisitahan-Napao (Island)